# Фірсов Борис Іванович
Борис Іванович Фірсов (? — ?) — український радянський діяч, новатор виробництва, токар Смілянського паровозоремонтного заводу імені Шевченка міста Сміли Черкаської області. Депутат Верховної Ради УРСР 6-го скликання.

## Біографія
Народився в родині коваля Смілянського паровозоремонтного заводу. У 1941 році закінчив семирічну школу.
Під час німецько-радянської війни разом із родиною перебував у евакуації в місті Алатир Чувашської АРСР. У 1944 році повернувся до міста Сміли на Черкащині.
З 1944 року — учень токаря, токар колісного цеху Смілянського паровозоремонтного заводу імені Шевченка міста Сміли Черкаської області.

## Нагороди
- ордени
- медалі